# Onafhankelijkheidspiek
De Onafhankelijkheidspiek (Tadzjieks: Қуллаи Истиқлол; Qoellai Istiqlol) is de vierde hoogste berg in het Tadzjiekse gedeelte van het Pamirgebergte. De berg bestaat uit drie met sneeuw en ijs bedekte toppen. De noordwestzijde van de berg is de bron van de Fedtsjenkogletsjer.
De berg werd in 1928 ontdekt door een Russisch-Duits team. Men noemde hem toen Dreispitz. De teamleden probeerden de berg te beklimmen, maar die poging faalde. Pas in 1954 werd de berg voor het eerst beklommen, door een Russisch team onder leiding van A.Ougarov.
Na de Tweede Wereldoorlog kreeg de berg de benaming Revolutiepiek, naar de Russische Revolutie. Deze naam werd na het uiteenvallen van de Sovjet-Unie en de onafhankelijkheid van Tadzjikistan door de Tadzjiekse regering niet meer gewenst om de herinnering aan de Sovjettijd te bannen. De berg is sinds 2 juli 2006 hernoemd.